# Уотерфорд
Уотерфорд (ирл. Port Láirge (Порт-Ларге), «порт Ларага»; англ. Waterford) — город на юге Ирландии, традиционно бывший столицей одноимённого графства, но в настоящее время получивший статус самостоятельной административной единицы уровня графства. Население 48,3 тыс. человек (2016) — это пятый по величине город Республики Ирландия.
Площадь территории — 41,6 км².
Уотерфорд в 914 году стал первым городом, основанным в Ирландии викингами. Это самый старый город Ирландии. Название «Waterford» происходит от древнескандинавского Veðrafjǫrðr «погодный (бараний) фьорд».

## Климат
Климат Уотерфорда, как и всей Ирландии, по классификации Кёппена определяется как морской. Он мягкий и переменчивый, с обильными осадками и отсутствием перепадов температуры. Графство Уотерфорд с прилегающими к нему областями часто называются «Солнечным юго-востоком». Самые жаркие месяцы — июнь, июль и август с температурой около 17-22 градусов. Дожди выпадают в городе в течение всего года, самое влажное время — период с октября по январь.
| Показатель                                        | Янв.  | Фев. | Март | Апр. | Май  | Июнь | Июль | Авг. | Сен. | Окт. | Нояб. | Дек. |
| ------------------------------------------------- | ----- | ---- | ---- | ---- | ---- | ---- | ---- | ---- | ---- | ---- | ----- | ---- |
| Средний суточный максимум, °C                     | 8,4   | 9,0  | 10,9 | 12,9 | 16,0 | 18,2 | 20,1 | 20,0 | 17,8 | 14,4 | 11,3  | 9,41 |
| Средний суточный минимум, °C                      | 3,0   | 3,0  | 4,2  | 5,3  | 7,8  | 10,5 | 12,3 | 12,1 | 10,2 | 7,9  | 5,1   | 3,8  |
| Среднее число дней с осадками                     | 14,5  | 10,8 | 11   | 10,5 | 10,3 | 10,2 | 9,9  | 9,7  | 10,1 | 13,8 | 12,6  | 13,3 |
| Норма осадков, мм                                 | 108,1 | 73,1 | 79,6 | 71,5 | 69,6 | 73,6 | 67,4 | 76   | 83,4 | 116  | 103,1 | 99,8 |
| Источник: European Climate Assessment and Dataset |       |      |      |      |      |      |      |      |      |      |       |      |

## История
Первое поселение близ современного Уотерфорда было основано викингами в 853 году. В 902 году они были вытеснены коренными ирландскими племенами, но в 914 году снова утвердились здесь, сначала под предводительством ярла Оттара, затем короля Рагналла и других. В это время был основан город, первый на территории современной Ирландии. Одним из наиболее известных правителей является король Ивар.

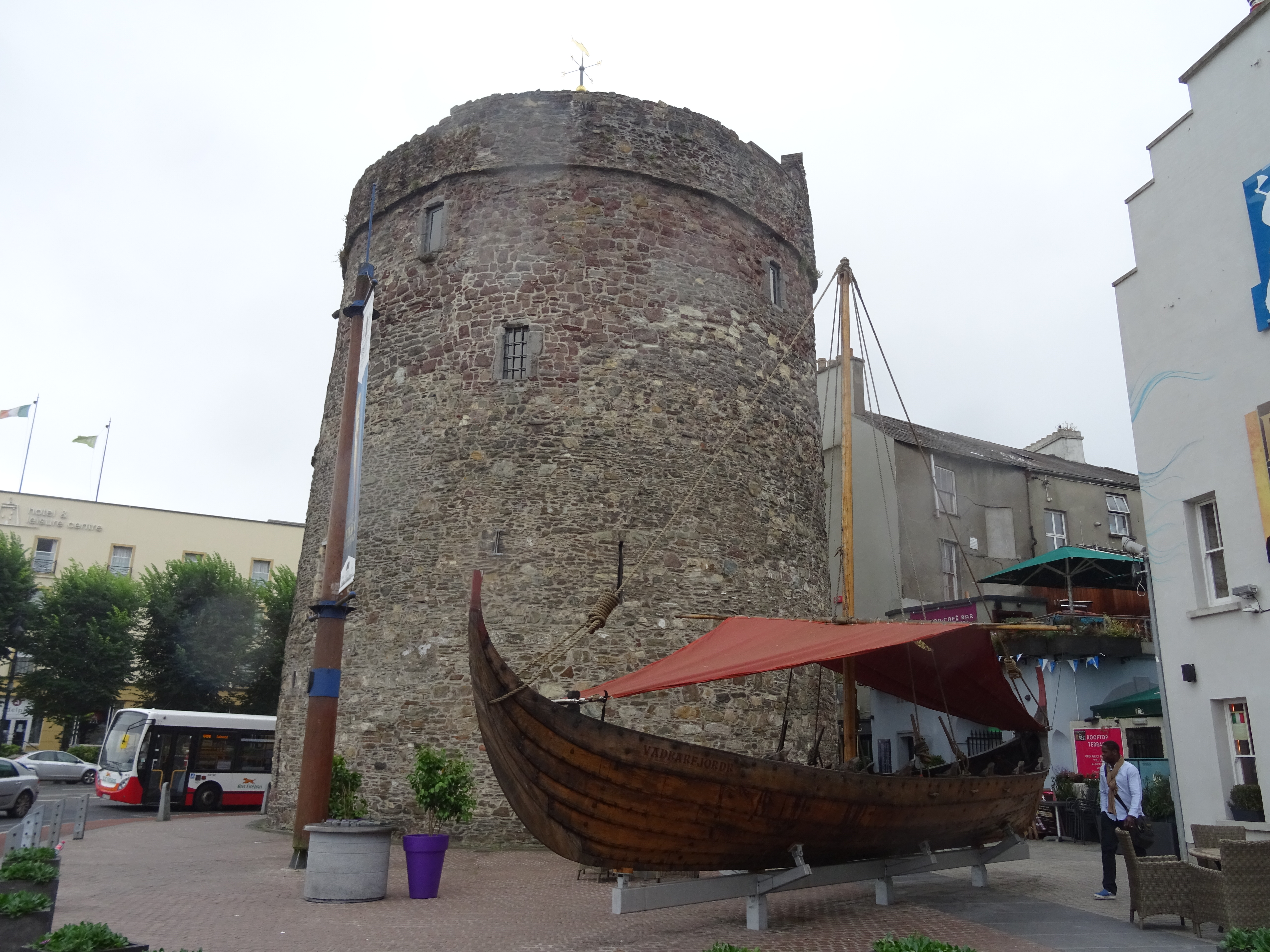
Башня Реджинальда, построенная в 914 году

В 1167 году Диармайт Мак Мурхада, свергнутый король Ленстара, попытался захватить Уотерфорд, но неудачно. В 1170 году он вернулся с камбро-норманнскими наёмниками под командованием Ричарда де Клэра, 2-го графа Пембрука, известного как Стронгбоу (англ. Strongbow), и после долгой осады город был взят.
После норманнского вторжения в Ирландию король Англии и герцог Нормандии Генрих II высадился в Уотерфорде в 1171 году, после чего объявил Уотерфорд и Дублин королевскими городами; Дублин был объявлен столицей. Весь средневековый период Уотерфорд был вторым городом после Дублина. В XV веке Уотерфорд отразил нападения двух претендентов на английский престол, Ламберта Симнела и Перкина Уорбека. После этих событий король Генрих VII присудил городу девиз: лат. Urbs Intacta Manet Waterfordia (рус. Уотерфорд остается непокоренным городом).
После Реформации Уотерфорд остался католическим городом. С 1641 года, после восстания, активно поддерживал, принимая беженцев, Ирландскую конфедерацию — независимое от англичан католическое государство с 1642 по 1649 год. В 1649 году город выдержал осаду войск Оливера Кромвеля, но в 1650 году, ослабленный первым нападением, после ещё одной осады сдался. Уотерфорд был последней крепостью католиков, противостоявших англичанам, на востоке Ирландии.
XVIII век был веком процветания Уотерфорда. Торговля с Ньюфаундлендом обогатила город, и он стал третьим портом в Ирландии. Многие здания, признанные сейчас памятниками архитектуры, были созданы в это время. В 1783 году был построен завод по производству стекла, который положил начало компании Waterford Crystal, самой известной в городе.
В начале XIX века Уотерфорд был признан уязвимым, после чего британское правительство установило три башни мартело, чтобы укрепить существующий форт в Дунканноне. В течение этого века в городе активно развивались и процветали такие промышленные отрасли, как производство стекла и судостроение. В 1846—1849 годах на жизни города серьёзно отразился Великий голод, но запасы риса позволили избежать худших последствий катастрофических перебоев в поставке продуктов.
В период с 1891 по 1918 год представителем города в парламенте Соединённого королевства был Джон Редмонд, с 1900 года являвшийся также лидером Ирландской партии. В июле 1922 года, во время Ирландской гражданской войны, Уотерфорд стал ареной боевых действий между сторонниками Ирландского свободного государства и солдатами-республиканцами.

## Экономика
Уотерфорд — главный город юго-восточного региона Ирландии. Он является ближайшим к континентальной Европе глубоководным портом.
Самым известным экспортером является компания по производству хрусталя Waterford Crystal, работающая с 1783 по 2009 год и с 2010 года по сегодняшний день.
Важную роль в экономике Уотерфорда играет сельское хозяйство. Деревня Килмадин в 5 километрах от города была домом для очень успешного кооператива. Земледельцы области получили большую выгоду от продажи продукции, в основном масла и молока, в кооперативе. В 1964 году все кооперативы были объединены и зарегистрированы как один Уотерфордский кооператив. За этим последовало строительство завода по производству сыра, и со временем сыр Kilmeadan стал одним из самых узнаваемых и успешных в мире брендов сыра чеддер.
Финансово-экономический кризис в Ирландии (2008-2013) негативно отразился на экономической ситуации города. Из-за рецессии закрылись несколько крупных компаний, в том числе Waterford Crystal (возобновила работу в 2010 году) и Talk Talk, что привело к повышению уровня безработицы.

## Демография
Население — 48 369 человек по переписи 2016 года, из них 23 850 мужчин и 24 519 женщин. В 2011 году население города составляло 46,732.
| Общие демографические показатели |               |                               |       |       |
| Всё население                    | Всё население | Изменения населения 2002—2016 | 2006  | 2006  |
| 2002                             | 2016          | чел.                          | муж.  | жен.  |
| 46 736                           | 48 369        | 1633                          | 24297 | 24916 |

В нижеприводимых таблицах сумма всех ответов (столбец «сумма»), как правило, меньше общего населения населённого пункта (столбец «2006»).
| Религия (Тема 2 — 5 : Число людей по религиям, 2006) |             |                |             |            |        |        |
| Католики, чел.                                       | Католики, % | Другая религия | Без религии | не указано | сумма  | 2006   |
| 42 560                                               | 86,5        | 3483           | 1886        | 1284       | 49 213 | 49 213 |

| Этно-расовый состав (Этничность. Тема 2 — 3 : Постоянное население по этническому или культурному происхождению, 2006 год) |            |              |       |        |        |            |        |        |
| Белые ирландцы | Лухт-шулта | Другие белые | Негры | Азиаты | Другие | Не указано | сумма  | 2006   |
| 41 924 | 306        | 2989         | 919   | 638    | 524    | 1247       | 48 547 | 49 213 |
| Доля от всех отвечавших на вопрос, %                                                                                       |            |              |       |        |        |            |        |        |
| 86,4 | 0,6        | 6,2          | 1,9   | 1,3    | 1,1    | 2,6        | 100    | 98,61  |

1 — доля отвечавших на вопрос о языке от всего населения.
| Владение ирландским языком (Тема 3 — 1 : Число людей от 3 лет и старше по способности говорить по-ирландски, 2006) |        |            |        |        |
| Владеете ли Вы ирландским языком?                                                                                  |        |            |        |        |
| Да | Нет    | Не указано | сумма  | 2006   |
| 18 381 | 26 943 | 1779       | 47 103 | 49 213 |
| Доля от всех отвечавших на вопрос о языке, %                                                                       |        |            |        |        |
| 39,0 | 57,2   | 3,8        | 100    | 95,71  |

1 — доля отвечавших на вопрос о языке от всего населения.
| Использование ирландского языка (Тема 3 — 2 : Говорящие по-ирландски от 3 лет и старше по частоте использования ирландского языка, 2006) |                                                            |                                               |                                               |                                               |                                               |                                               |        |                                     |        |
| Как часто и где Вы говорите по-ирландски?                                                                                                |                                                            |                                               |                                               |                                               |                                               |                                               |        |                                     |        |
| ежедневно, только в образовательных учреждениях                                                                                          | ежедневно, как в образовательных учреждениях, так и вне их | в других местах (вне образовательной системы) | в других местах (вне образовательной системы) | в других местах (вне образовательной системы) | в других местах (вне образовательной системы) | в других местах (вне образовательной системы) | сумма  | всего, отвечавших на вопрос о языке | 2006   |
| ежедневно, только в образовательных учреждениях                                                                                          | ежедневно, как в образовательных учреждениях, так и вне их | ежедневно                                     | каждую неделю                                 | реже                                          | никогда                                       | не указано                                    | сумма  | всего, отвечавших на вопрос о языке | 2006   |
| 4926 | 107                                                        | 327                                           | 947                                           | 6406                                          | 5363                                          | 305                                           | 18 381 | 47 103                              | 49 213 |
| Доля от всех отвечавших на вопрос о языке, %                                                                                             |                                                            |                                               |                                               |                                               |                                               |                                               |        |                                     |        |
| 10,5 | 0,2                                                        | 0,7                                           | 2,0                                           | 13,6                                          | 11,4                                          | 0,6                                           | 39,0   | 100                                 |        |

| Типы частных жилищ (Тема 6 — 1(a) : Число частных домовладений по типу размещения, 2006) |          |         |                 |            |        |        |
| Отдельный дом                                                                            | Квартира | Комната | Переносные дома | не указано | сумма  | 2006   |
| 15 775                                                                                   | 1848     | 113     | 20              | 592        | 18 348 | 49 213 |

## Транспорт
Автомагистраль M9, завершённая в сентябре 2010 года, соединяет город с Дублином. Автодорога N24 соединяет Уотерфорд с Лимериком. Маршрут пересекает реку Шур по Шурскому мосту — самому длинному вантовому мосту в Ирландии (длина 230 м).
Уотерфордская железнодорожная станция является единственной в графстве. Маршруты со станции обслуживаются компанией Iarnród Éireann и обеспечивают связь Уотерфорда с городами Лимерик, Эннис, Атенрай, Голуэй, Корк, Килларни, Трали.
Автобусное сообщение представлено следующими маршрутами:
- Регулярное сообщение с Дублином по маршруту № 4 компании Bus Éireann[англ.];
- Ежечасные автобусы № 40 до Корка, откуда маршрут продолжается до Килларни и Трали;
- Маршрут № 45, соединяющий с городами Лимерик, Клонмел, Кэр и Типперэри. В Лимерике возможна пересадка до Голуэя, Энниса и аэропорта Шаннон (один из основных аэропортов страны).
- Другие локальные маршруты.

В 9 километрах к юго-востоку от города расположен Уотерфордский аэропорт.

## Образование
В городе есть один институт третьего уровня — Уотерфордский институт технологий, который подал заявку на получение университетского статуса. Уотерфордский колледж дальнейшего образования (ранее — Центральный технический институт) предлагает курсы последипломного образования и находится на улице Парнелл (Parnell). Он был основан в 1906 году и в 2005 году отметил столетний юбилей.

### Школьное образование
В городе есть 21 начальная школа и 9 средних школ.
- Колледж Ньютаун[англ.] — школа-интернат, подведомственная организации квакеров, находится к востоку от центра города.
- Колледж Уотарпарк[англ.] был основан в 1892 году как первая классическая школа Уотерфорда, и до сих пор обеспечивает среднее образование для мальчиков и девочек из города и его окрестностей. Школа только недавно перешла к совместному обучению лиц обоих полов.
- Колледж Де Ла Саль[англ.] — самая большая школа в графстве Уотерфорд: в ней более 1000 учеников и 70 преподавателей. Она считается самой популярной в городе. Была основана в 1892 году и сейчас представляет собой католическую школу для мальчиков[18].

## Спорт

### Атлетика
В Уотерфорде существуют 3 клуба: West Waterford AC, Waterford Athletic Club и Ferrybank Athletic Club. Каждый год в июне проводится Викингский марафон.

### Крикет
Областной Уотерфордский клуб входит в объединение Манстера.

### Футбол
В Уотерфорде представлено несколько футбольных клубов:
«Уотерфорд Юнайтед», который входит в состав Ирландской лиги;
Benfica W.S.C. — один из старейших женских клубов Ирландии;
Johnville F.C..
Выдающимися футболистами Уотерфорда являются Дэйви Уолш, Падди Коед, Джим Беглин, Альфи Хейл, Эдди Нолан, Джон О’Ши, Дерил Мерфи. Джон Дилани, исполнительный директор Футбольной ассоциации Ирландии с 2005, родился в Уотерфорде.

### Гэльские игры
В соревнованиях по гэльскому футболу и хёрлингу, организуемых Гэльской атлетической ассоциацией, участвуют такие местные клубы, как «Маунт Сион», «Эринс Оун Уотерфорд», «Де Ла Салль», «Роанмор», «Феррибэнк» и «Баллиганнер». Команда графства участвует во Всеирландских чемпионатах.

### Гребля
Уотерфордский лодочный клуб, основанный в 1878 году, является старейшим действующим спортивным клубом города. Находится на набережной Скотч (Scotch Quay), участвует в Ирландских соревнованиях по гребле. В 2009 году несколько спортсменов вошли в состав сборной страны.

### Регби
В городе есть два клуба: Waterford City R.F.C и Waterpark R.F.C.

### Хоккей на роликах
Хоккей на роликах представлен двумя клубами: Waterford Shadows HC и Waterford Vikings. Оба клуба играют в Ирландской лиги хоккея на роликах.

## Культура

### Архитектура
Уотерфорд состоит из различных культурных кварталов, самым известным из которых является Уотерфордский викингский треугольник. Это часть города, окруженная стеной 10 века и имеющая форму треугольника с вершиной в Башне Реджинальда. Несмотря на то, что именно здесь находилось поселение викингов, центр города со временем переместился на запад, и теперь это место представляет собой тихой район, где преобладают узкие улочки, средневековая архитектура и общественные пространства. За последнее десятилетие в районе открылось много кафе.
В 15 веке город был расширен за счет строительства наружной стены на западной стороне. Сегодня Уотерфорд сохраняет больше своих городских стен, чем любой другой город Ирландии, за исключением Дерри, чьи стены были возведены гораздо позже. Туры на городские стены Уотерфорда проводятся ежедневно.

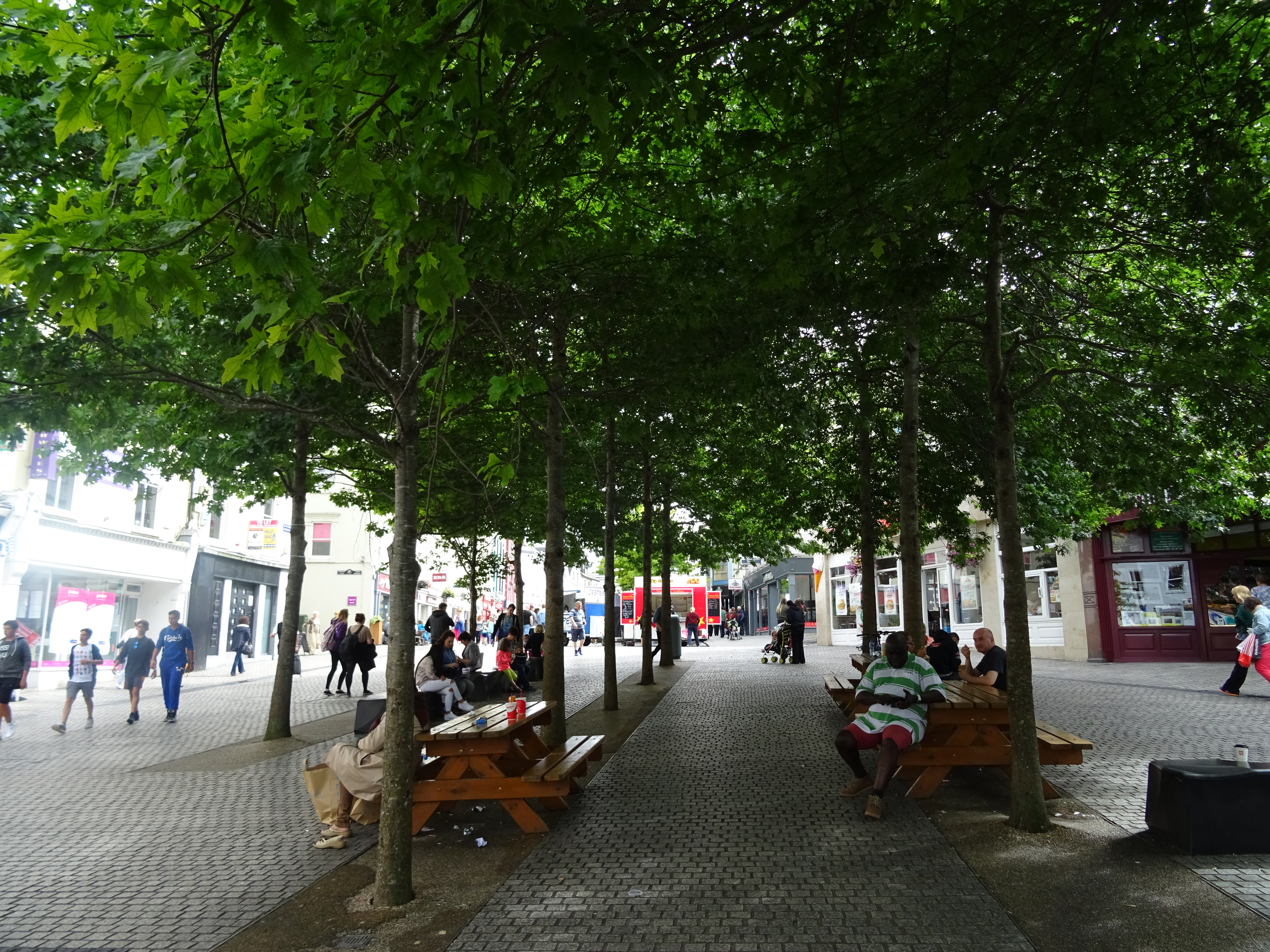
Площадь Джона Робертса.

Городская набережная протянулась чуть более чем на полтора километра, начинаясь и заканчиваясь набережными Граттан (англ. Grattan) и Адельфи (англ. Adelphi) соответственно. Район по-прежнему остаётся социальным и экономическим центром Уотерфорда, а также является «лицом» города для тех, кто приезжает сюда с северной стороны. На одной из оконечностей набережной, рядом с Башней Реджинальда, находится монумент, установленный в начале 2000-х годов, в честь родившегося в городе композитора У.В. Уолесса.

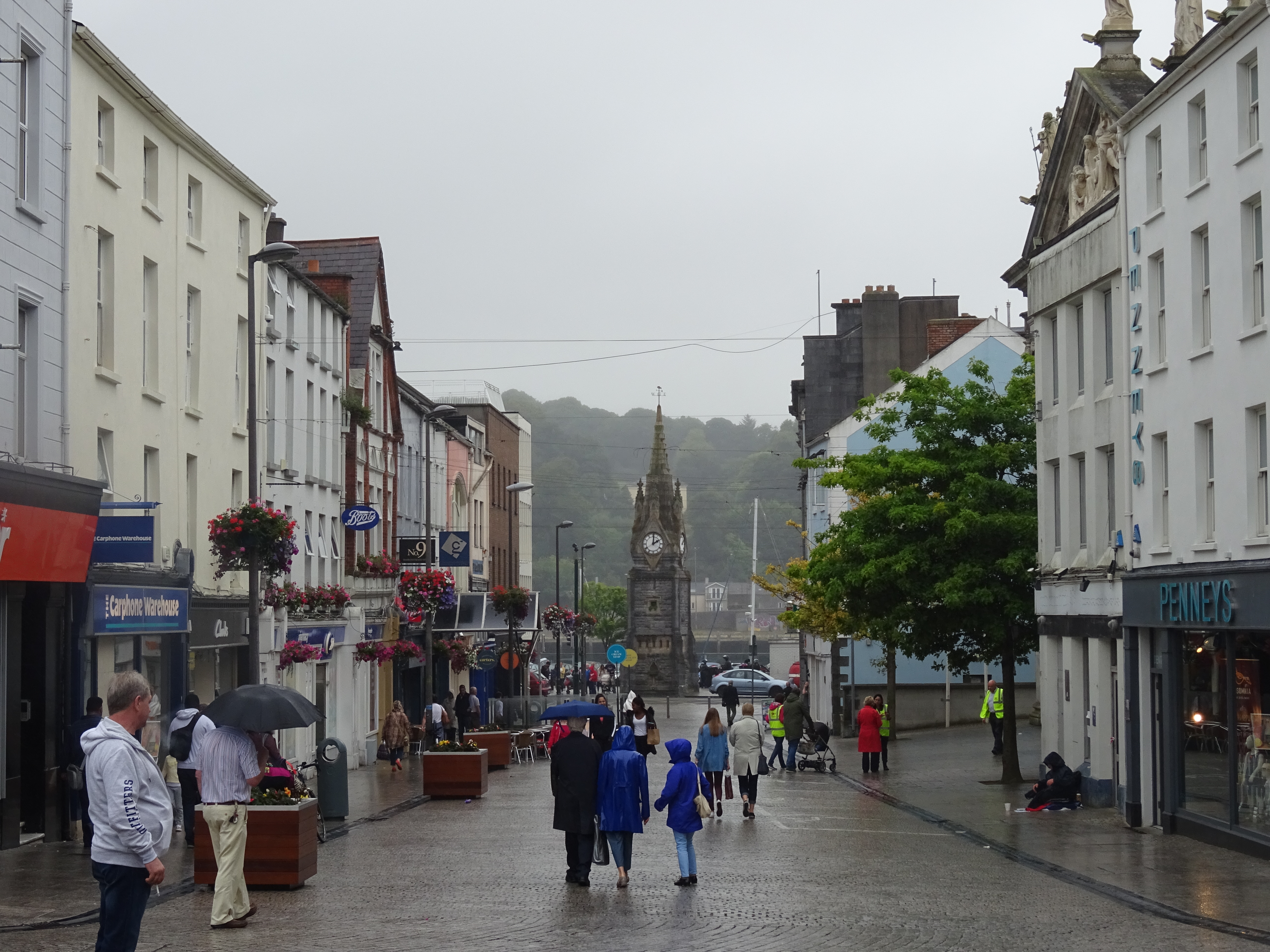
Улица Barronstrand в сторону набережной и башни с часами.

Площадь Джона Робертса (англ. John Roberts Square) — пешеходная зона, являющаяся одной из ключевых торговых точек. Она названа в честь самого известного архитектора города, Джона Роберства, и была образована путем слияния улиц Barronstrand, Broad и George’s. Она часто называется местными Красной площадью из-за красной тротуарной плитки, которая использовалась при первом обустройстве пешеходной зоны. Немного восточнее площади Джона Робертса находится площадь Арундел (англ. Arundel Square), ещё одна традиционно торговая площадь, где находится вход в большой торговый центр.
Считается, что район Баллибрикен (англ. Ballybricken) на западе, сразу за городскими стенами, когда-то был ирландским поселением наподобие тех, что образовывались за чертой города викингами и ирландцами, изгнанными во время Нормандского вторжения в Ирландию. Баллибрикен — внутренний район города с долгой традицией, сосредоточенной на одноимённом холме (англ. Ballybricken hill), где располагалась большая рыночная площадь. В настоящее время она превращена в зелёное общественное пространство, но постамент, возле которого осуществлялась продажа скота (англ. Bull Post), остаётся на прежнем месте как напоминание о прошлом холма.
Улица Молл (англ. the Mall) была создана с целью расширить город на юг и застроена постройками Георгиевского времени. Рядом расположен самый большой в городе парк.
Самый старый паб Уотерфорда, T&H Doolan’s, находится сразу за пределами «Викингского треугольника» в доме 31/32 по улице Георга (англ. George's Street) и официально открыт для публики на протяжении более трёх веков. Архивные записи восходят к 18 век, но считается, что возраст помещений приближается к пяти векам. Основная часть строения включает первоначальную городскую стену, которой почти 1000 лет.
Феррибанк (англ. Ferrybank) — единственный пригород Уотерфорда по северную сторону от реки.
В апреле 2003 года в местности Вудстаун (англ. Woodstown) неподалёку от города было обнаружены остатки поселения, сочетающего черты поселения 5-го века и викингского поселения 9-го века, которое предположительно предвосхищает все подобные поселения в Ирландии.

### Достопримечательности

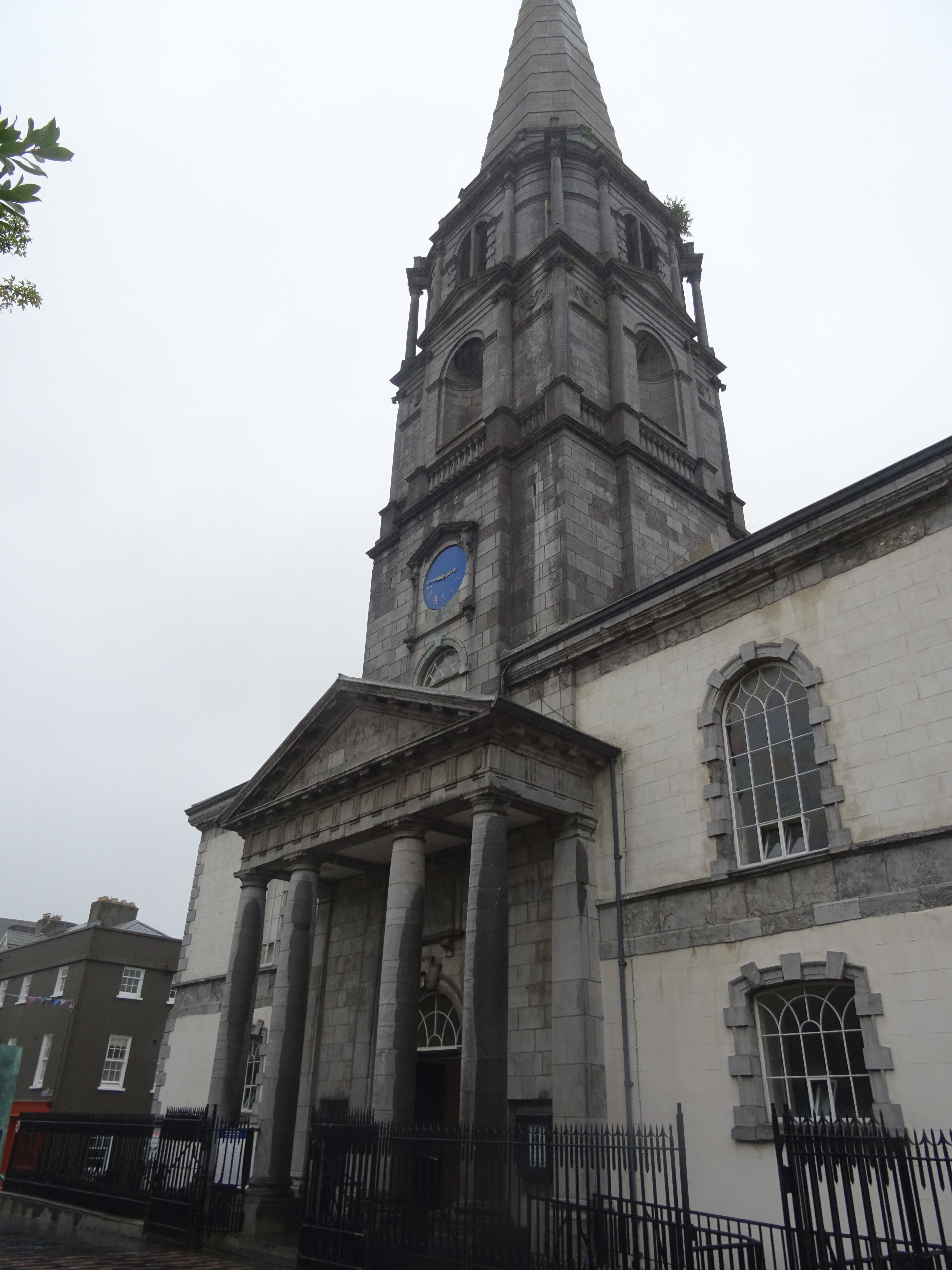
Кафедральный собор Христа.

Уотерфордский музей сокровищ, находящийся в районе Викингского треугольника, состоит из 3 отделений, два из которых находятся на улице Молл (англ. Mall). Первое — Епископский дворец, построенный в 1743 году и открытый в качестве музея с 2010 года. Здесь можно увидеть предметы 18-20 веков. Рядом находится Музей Средневековья, где можно ознакомиться с историей города в период Средних веков и в том числе посетить помещения 13 и 15 веков.
Кроме того, в этом районе находятся Башня Реджинальда, Кафедральный собор Христа, здание компании Waterford Crystal, Королевский театр (англ. the Theatre Royal). Башня Реджинальда, построенная в 914 году и признанная самым старым зданием города, является третьим отделением Музея сокровищ.
На улице Баррек (англ. Barrack Street) находится центр наследия Эдмунда Райса, миссионера. При музее находятся новая часовня и кафе.
Уотерфордская муниципальная художественная галерея размещаются картины из муниципальной коллекции, состоящей из более трёхсот работ, в том числе таких выдающихся ирландских художников, как Джека Йейтса, Пола Хенри, Иви Хоун, и Луи Ле Броккуи, а также современных художников.
Королевский театр (англ. the Theatre Royal) был построен в 1876 году и заново открылся в 2009 году после двух лет реконструкции.

### События

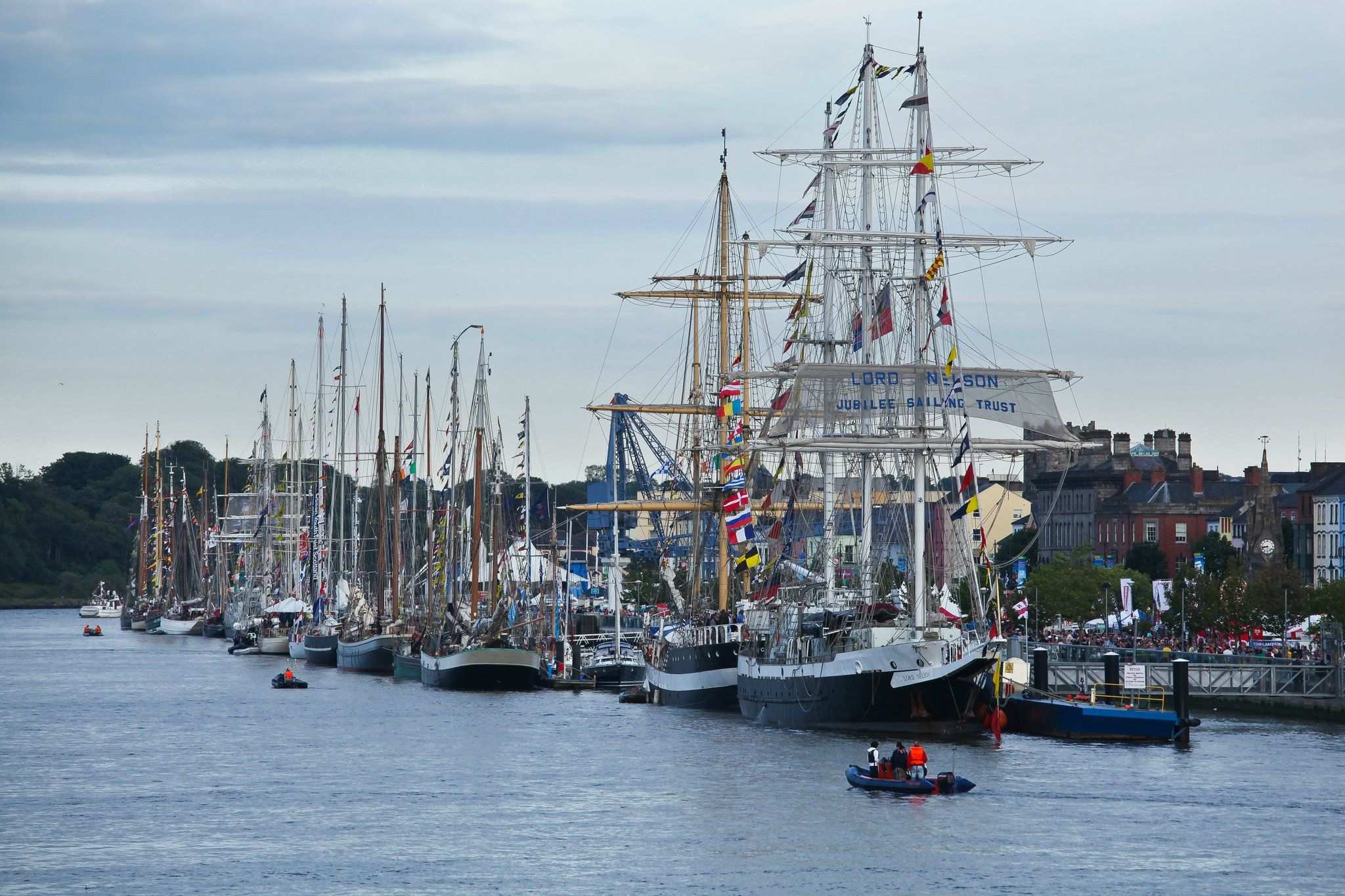
Корабли, прибывшие для участие в регате в Уотерфорде.

- Уотерфордский кинофестиваль[англ.] был впервые организован в 2007 году местным режиссёром Стивеном Бирном и с тех пор проводится ежегодно[33].
- Музыкальный фестиваль Waterford Music Fest — однодневный фестиваль на открытом воздухе, проводимый в городе каждое лето. В 2011 году, когда фестиваль был организован впервые, здесь выступили 50 Cent, Flo Rida, и G-Unit. В том году фестиваль посетило более 10000 человек[34].
- Фестиваль Spraoi, организуемый компанией Spraoi Theatre и посвященный уличному искусству и театру, проводится ежегодно в Августе и является одним из самых посещаемых событий города: число посетителей достигает 100000[35].
- В 2005 году в Уотерфорде прошла регата больших парусников Tall Ships Festival. Местом стоянки для более 90 кораблей, находившихся в городе более недели, стала река Шур. В следующий раз Уотерфорд был избран как место проведения в 2011 году. Тогда мероприятие посетило более 80000 человек[36].
- Каждый сентябрь в городе на набережных города проходит фестиваль еды Waterford Harvest Food Festival. Гостям фестиваля предлагается попробовать местные продукты, поучаствовать в мастер-классах и посмотреть небольшие представления.
- Ежегодно 17 марта проходит парад в честь Дня святого Патрика.
- В канун рождества и Нового года в центре города организовывается рождественский фестиваль Waterford Winterval[37].

## Персоналии
В Уотерфорде родились:
- Уильям Гобсон (1792—1842) — первый губернатор Новой Зеландии и соавтор договора Вайтанги.
- Чарлз Джон Кин (1811—1868) — актёр и театральный режиссёр, сын актёра Эдмунда Кина.
- Уильям Винсент Уоллес[англ.]* (1812—1865) — композитор.
- Томас Фрэнсис Мигер[англ.]* (1823—1867) — лидер организации Молодая Ирландия, принимавшей участие в восстании 1848 года[англ.]; командир Ирландской бригады[англ.], участвовавшей в сражении при Фредериксберге.
- Мария Раттацци (1831—1902) — писательница, поэтесса и журналист, внучка Люсьена Бонапарта.
- Ричард Джеймс Мулкахи (1886—1971) — политический и военный деятель.
- Вал Дуникан[англ.] — эстрадный певец и композитор.
- Шон Келли (1956) — шоссейный велогонщик, один из лучших гонщиков 1980-х годов.
- Рэймонд Эдвард О’Салливан (1964) — певец, музыкант, один из самых популярных поп-исполнителей первой половины 1970-х годов.
- Джон О′Ши (род. 1981) — футболист.
- Брайан Мерфи (род. 1983) — футболист.
- Хант Ноэль (род. 1983) — футболист.
- Уильям Хинкс (1752—1797) — ирландский художник и гравёр.

## Города-побратимы
- Кёге, Дания
- Рамалла, Государство Палестина (2 ноября 2024)
- Рочестер, США (1983)[38]
- Сент-Джонс, Канада
- Сент-Эрблен, Франция